# .nu
.nu er et nationalt topdomæne der er reserveret til Niue. Det var et af de første nationale topdomæner, der blev udbudt som et generelt alternativ til de generiske topdomæner .com, .net og .org. 
Domænet er især populært i Sverige, Holland, Danmark, Norge og Belgien, da "nu" betyder det samme på svensk, dansk og hollandsk. På grund af de restriktive domæneregler der gælder for det svenske domænenavn .se har .nu-sider været særlig populære i Sverige.
På russisk kan "nu" (eller rettere: "ню") , og på fransk "nu", betyde nøgen, og .nu-domænet indeholder derfor også en gruppe sex-relaterede sites.
| Nationale topdomæner | Spire Denne artikel om nationale topdomæner er en spire som bør udbygges. Du er velkommen til at hjælpe Wikipedia ved at udvide den. |